# Acalolepta sericeomicans
Acalolepta sericeomicans es una especie de escarabajo longicornio del género Acalolepta, tribu Monochamini, subfamilia Lamiinae. Fue descrita científicamente por Fairmaire en 1889.
Se distribuye por China y Vietnam. Mide aproximadamente 30-32 milímetros de longitud. El período de vuelo de esta especie ocurre en los meses de abril y junio.